# Landesregierung und Stadtsenat Jonas II
Landesregierung und Stadtsenat Jonas II war die Bezeichnung für die Wiener Landesregierung und den Wiener Stadtsenat unter Bürgermeister und Landeshauptmann Franz Jonas zwischen 1954 und 1959. Die Landesregierung Jonas II amtierte von der Angelobung der Regierung am 10. Dezember 1954 bis zur Neuwahl der Landesregierung Jonas III am 11. Dezember 1959. Die Landeshauptmann-Stellvertreter wurden am 14. Dezember 1954 durch die Wiener Landesregierung bestimmt. Nach dem Rücktritt von Alfred Migsch am 13. April 1956 folgte ihm noch am selben Tag Johann Riemer als Stadtrat nach. Felix Slavik ersetzte ab dem 27. September 1957 Johann Resch, der sein Amt am 19. September niedergelegt hatte. Im Bauressort folgte Kurt Heller am 19. September 1958 Leopold Thaller nach, nach dem Tod von Karl Honay am 5. Juni 1959 wurde Maria Jacobi als erste Frau seit dem Zweiten Weltkrieg Stadträtin in Wien. An Stelle von Honay wurde Felix Slavik am 26. Juni 1959 zum Vizebürgermeister und Landeshauptmann-Stellvertreter gewählt. Zur letzten Änderung kam es am 16. Juli 1959, als Josef Afritsch als Stadtrat zurücktrat und am Folgetag Rudolf Sigmund zum Nachfolger gewählt wurde.

## Regierungsmitglieder
| Amt                                                                           | Name                 | Partei | Ressorts                                                                       |
| ----------------------------------------------------------------------------- | -------------------- | ------ | ------------------------------------------------------------------------------ |
| Landeshauptmann Bürgermeister                                                 | Franz Jonas          | SPÖ    |                                                                                |
| 1. Landeshauptmann-Stellvertreter 1. Vizebürgermeister Amtsführender Stadtrat | Felix Slavik         | SPÖ    | Finanzwesen (Verwaltungsgruppe II)                                             |
| 2. Landeshauptmann-Stellvertreter 2. Vizebürgermeister Amtsführender Stadtrat | Lois Weinberger      | ÖVP    | Gesundheitswesen (Verwaltungsgruppe V)                                         |
| Amtsführender Stadtrat                                                        | Johann Riemer        | SPÖ    | Personalangelegenheiten, Verwaltungs- und Betriebsreform (Verwaltungsgruppe I) |
| Amtsführender Stadtrat                                                        | Johann Mandl         | SPÖ    | Kultur und Volksbildung (Verwaltungsgruppe III)                                |
| Amtsführender Stadtrat                                                        | Franz Glaserer       | SPÖ    | Wohnungs-, Siedlungs- und Kleingartenwesen (Verwaltungsgruppe IX)              |
| Amtsführender Stadtrat                                                        | Kurt Heller          | SPÖ    | Bauangelegenheiten (Verwaltungsgruppe VI)                                      |
| Amtsführender Stadtrat                                                        | Maria Jacobi         | SPÖ    | Wohlfahrtswesen (Verwaltungsgruppe IV)                                         |
| Amtsführender Stadtrat                                                        | Franz Koci           | SPÖ    | Öffentliche Einrichtungen (Verwaltungsgruppe VIII)                             |
| Amtsführender Stadtrat                                                        | Rudolf Sigmund       | SPÖ    | Allgemeine Verwaltungsangelegenheiten (Verwaltungsgruppe XI)                   |
| Amtsführender Stadtrat                                                        | Franz Bauer          | ÖVP    | Wirtschaftsangelegenheiten (Verwaltungsgruppe X)                               |
| Amtsführender Stadtrat                                                        | Karl Lakowitsch      | ÖVP    | Baubehördliche und sonstige technische Angelegenheiten (Verwaltungsgruppe VII) |
| Amtsführender Stadtrat                                                        | Richard Nathschläger | ÖVP    | Städtische Unternehmungen (Verwaltungsgruppe XII)                              |
| Vorzeitig ausgeschiedene Mitglieder der Landesregierung                       |                      |        |                                                                                |
| 1. Landeshauptmann-Stellvertreter 1. Vizebürgermeister Amtsführender Stadtrat | Karl Honay           | SPÖ    | Wohlfahrtswesen (Verwaltungsgruppe IV)                                         |
| Amtsführender Stadtrat                                                        | Josef Afritsch       | SPÖ    | Allgemeine Verwaltungsangelegenheiten (Verwaltungsgruppe XI)                   |
| Amtsführender Stadtrat                                                        | Alfred Migsch        | SPÖ    | Personalangelegenheiten, Verwaltungs- und Betriebsreform (Verwaltungsgruppe I) |
| Amtsführender Stadtrat                                                        | Johann Resch         | SPÖ    | Finanzwesen (Verwaltungsgruppe II)                                             |
| Amtsführender Stadtrat                                                        | Leopold Thaller      | SPÖ    | Bauangelegenheiten (Verwaltungsgruppe VI)                                      |